# Starosillea, Velîka Oleksandrivka
Starosillea (în ucraineană Старосілля) este localitatea de reședință a comunei Starosillea din raionul Velîka Oleksandrivka, regiunea Herson, Ucraina.

## Demografie
Componența lingvistică a localității Starosillea
     Ucraineană (96,9%)
     Rusă (2,81%)
     Alte limbi (0,3%)
Conform recensământului din 2001, majoritatea populației localității Starosillea era vorbitoare de ucraineană (96,9%), existând în minoritate și vorbitori de rusă (2,81%).